# 鄂州路
鄂州路，元朝时设置的路。
至元十四年（1277年）改鄂州置，治所在江夏县（今湖北省武汉市武昌区）。辖境相当今赤壁、通城以东，长江以南，鄂城、崇阳以西地。为湖广等处行中书省治。大德五年（1301年）改为武昌路。 